# 가토 야스아키
가토 야스아키(일본어: 加藤 泰明, 1976년 4월 10일 ~ )는 일본의 전 축구 선수이다.

## 구단 경력
1995년 J1리그의 나고야 그램퍼스 에이트에 입단했다. 1995년에 천황배 우승을 차지했다. 1997년후 현역 은퇴.